# Абумослем
«Абумослем» (перс. باشگاه فوتبال ابومسلم) — іранський футбольний клуб з міста Мешхед, заснований 1970 року. Названий на честь Абу Мусліма, одного з лідерів аббасидського повстання.

## Історія
У 1970 році група футболістів з Мешхеда вирішила створити нову футбольну команду на ім'я «Абумослем». Більшість гравців команди знали одне одного та були з району Шах Аббасі. Коли в 1973 році був створений Кубок Тахт Джамшид, перший в Ірані загальнонаціональний турнір, в Ісфахані був створений кваліфікаційний турнір для представників провінцій. Втім ані «Абумослем», ані інший клуб з Мешхеда, «Ар'я» не змогли пробитись у фінальну стадію змагань.
Після поразки в турнірі було вирішено, що місто повинно мати потужну футбольну команду, тому «Абумослем» і «Ар'я» мають об'єднатись. Троє братів Атаолла, Асгар і Хешмат Мохаджерані допомогли об'єднати клуби, і «Абумослем» зміг потрапити в Кубок Тахт Джамшид 1975 року, який був найвищою футбольною лігою в Ірані до революції. Команда спочатку використовувала лише чорний колір, але пізніше додала червоний. У перший сезон вони зайняли 5 місце і змогли стати найкращим клубом поза Тегерану в лізі. Втім успіх був недовгим і в наступному сезоні клуб зайняв останнє 16 місце і вилетів до другого дивізіону, залишаючись там до революції 1979 року.
Як і більшість спортивних клубів Ірану, революція, а потім і ірано-іракська війна суттєво обмежили діяльність команди. З 1980 по 1984 рік клуб майже не брав участь у значних змаганнях. Це змінилося, коли наприкінці 1984 року були створені місцеві та провінційні ліги. В результаті «Абумослем» у сезонах 1984–85 та 1985–86 вигравав Міську лігу Мешхеду, а у сезонах 1987–88 і 1989–90 Провінційну лігу Хорасану. Після війни місцеві та провінційні ліги були припинені на користь загальнодержавного чемпіонату.
1991 року «Абумослем» потрапив до новоствореної Ліги Азадеган і брав участь у сезонах 1991–92 та 1992–93 років, після чого вилетів з вищого дивізіону. Саме в цей час в команді грав найвідоміший гравець «Абумослема» — Ходадад Азізі. Після декількох сезонів у нижчих лігах, «Абумослем» нарешті повернувся до вищого дивізіону у 1998 році. Клуб знову пробув у найвищій лізі лише два сезони і покинув її 2000 року.
2001 року була створена Про-ліга Перської затоки, перший професіональний чемпіонат Ірану з футболу, на дебютний сезон якого був включений і «Абумослем», зайнявши 5 місце. З цього часу клуб став стабільним учасником вищого дивізіону, а в команді виступали такі відомі гравці як Реза Енаяті, Алі Латіфі, Хосро Хейдарі, Андранік Теймурян та інші. У 2005 році команда дійшла до фіналу Кубка Хазфі, в якому програла 4:2 клубу «Саба Беттері», а у сезоні 2007/08 досягла найкращого результату в історії, зайнявши 4 місце в чемпіонаті.
Пізніше, проте, у команди почались фінансові проблеми і, урешті-решт, у 2010 році «Абумослем» вилетів до другого дивізіону, 2014 — до третього, а 2016 — до четвертого.

## Досягнення

### Національні
- Кубок Хазфі
  -  Фіналіст (1): 2000–01

### Регіональні
- Хорасанська футбольна ліга
  -  Чемпіон (3): 1987–88, 1989–90, 1993–94
  -  Віце-чемпіон (1): 1988–89
- Футбольна ліга Мешхеда
  -  Чемпіон (2): 1984–85, 1985–86